# Кудзумоті
Кудзумоті (яп. 葛餅) — це термін японської кухні, що означає або тістечка моті, приготовані з кузуко (葛粉), крохмалю, одержуваного з кореня рослини кудзу, або тістечка, приготовлені з пшеничного крохмалю, ферментованого лактобактеріями (久寿餅). Є фірмовою стравою деяких спеціальних районів Токіо,  яке подається охолодженим і подається з куромицю та кінако.

## Різновиди
У регіоні Кансай кудзумоті (яп. 葛餅) традиційно готується з крохмалю рослини кудзу шляхом замішування суміші з цукром при нагріванні та наступній заливці у форму для затвердіння, або до кондитерських виробів, загорнутих у пасту з червоної квасолі, наприклад кудзу мандзю (яп. 餡饅頭). Він популярний як літня насолода через свій прозорий вигляд і подачу в охолодженому вигляді. 
У регіоні Канто, це іноді відноситься до кусумоті (яп. 久寿餅), який готують шляхом пропарювання ферментованого борошняного крохмалю та розрізання його на трикутні форми. Кусумоті має молочно-біле тісто і злегка кислуватий смак.
Кузумоті (яп. 葛焼き) на Окінаві готують із умукудзі ( яп. ンムクジ – крохмаль із солодкої картоплі), замість крохмалю кудзу по техніці, що застосовується в регіоні Кансай.

## Приготування
Звичайний спосіб приготування полягає в тому, що порошок кузуко змішують з водою і цукром і варять на слабкому вогні, помішуючи безперервно, поки суміш не загусне і не стане прозорою. Цей процес також надає кузу еластичної текстури. Прозорий зовнішній вигляд кінцевого продукту створює відчуття прохолоди, що робить його популярним вибором для вживання в теплу пору року. Найчастіше готовий кадзумоті подається з кінако, анко, куроміцу та фруктами. 

## Галерея

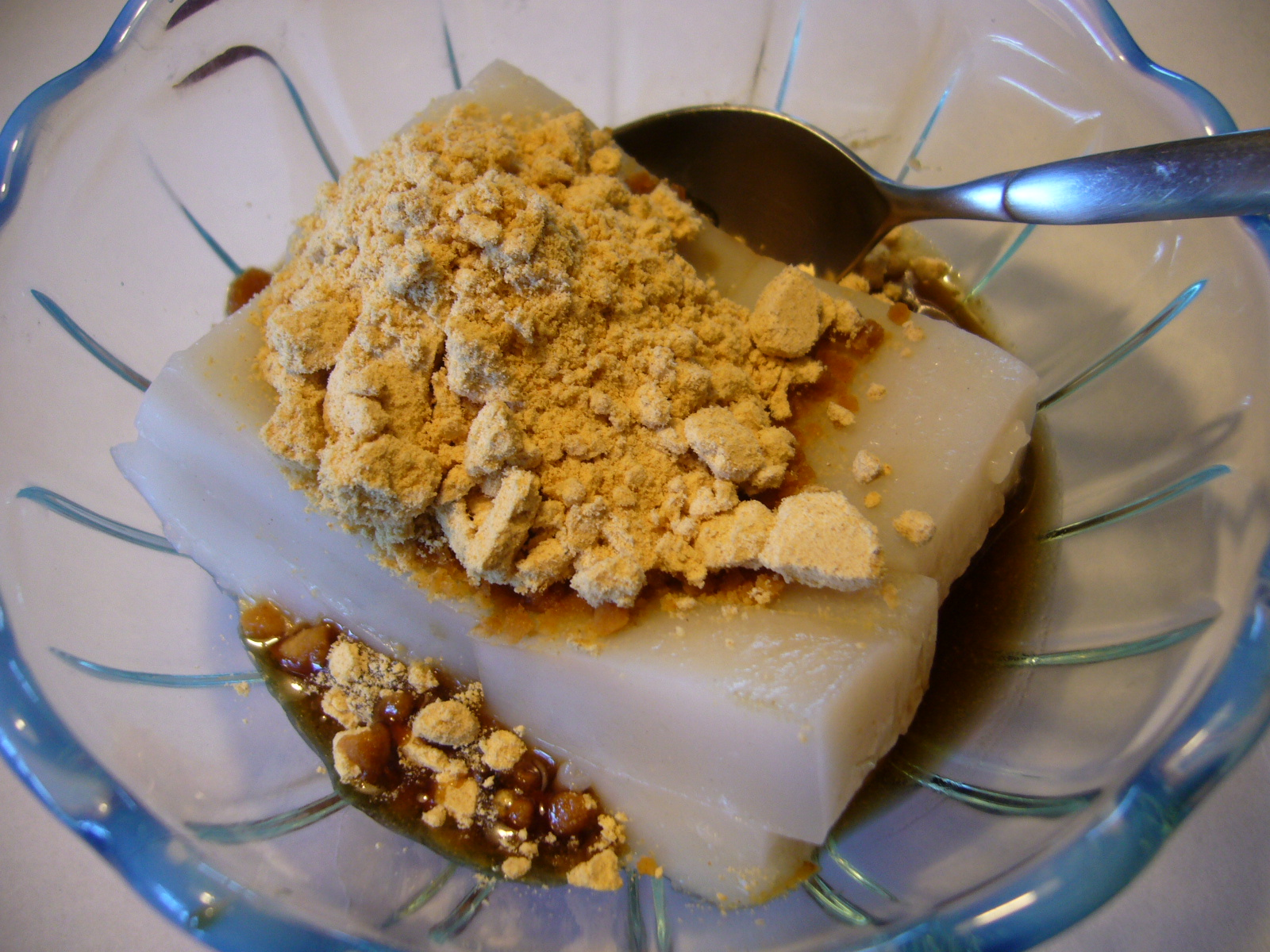
Кудзумоті із пшеничного крохмалю в токійському стилі kuzumochi (яп. 久寿餅)
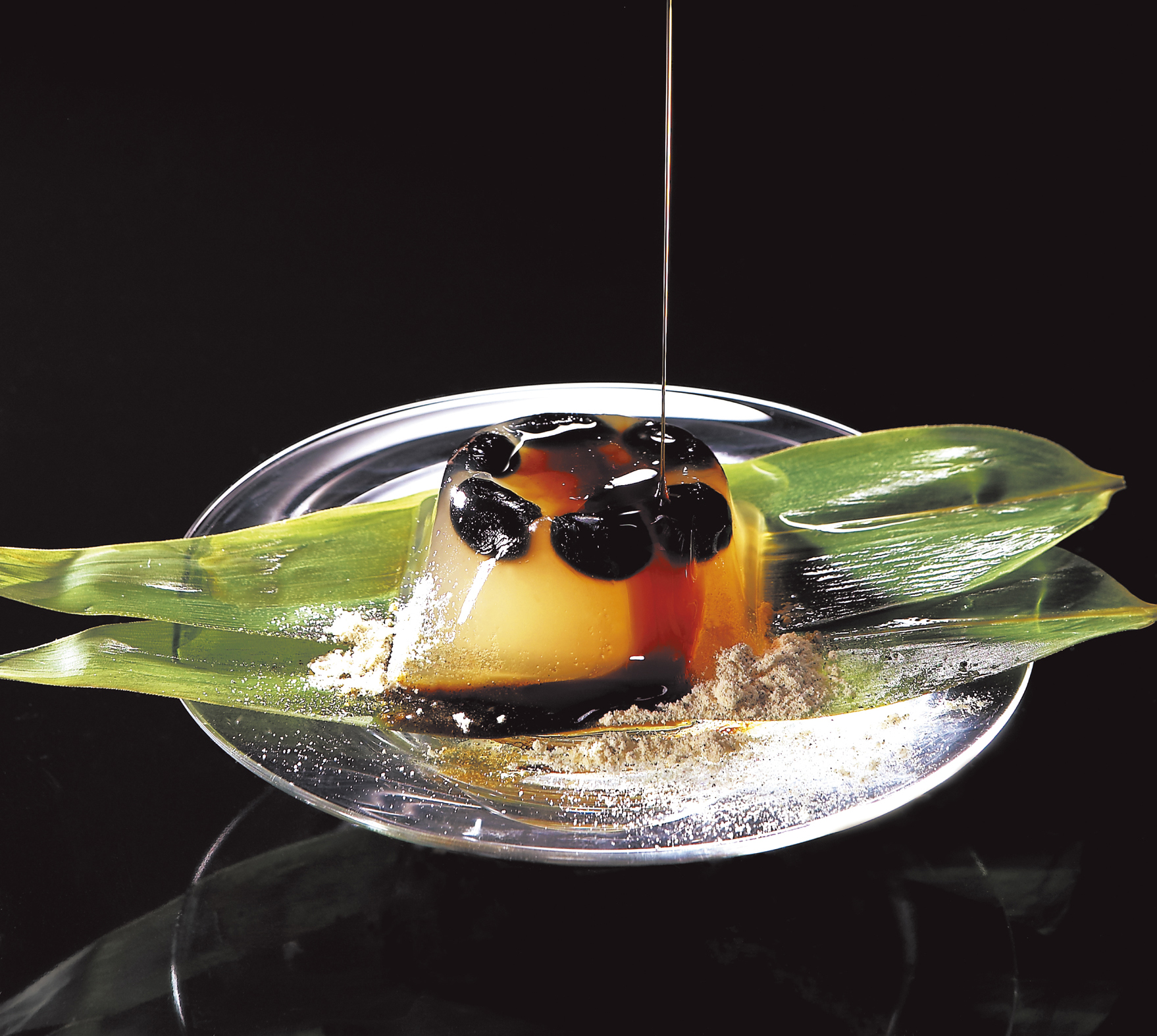
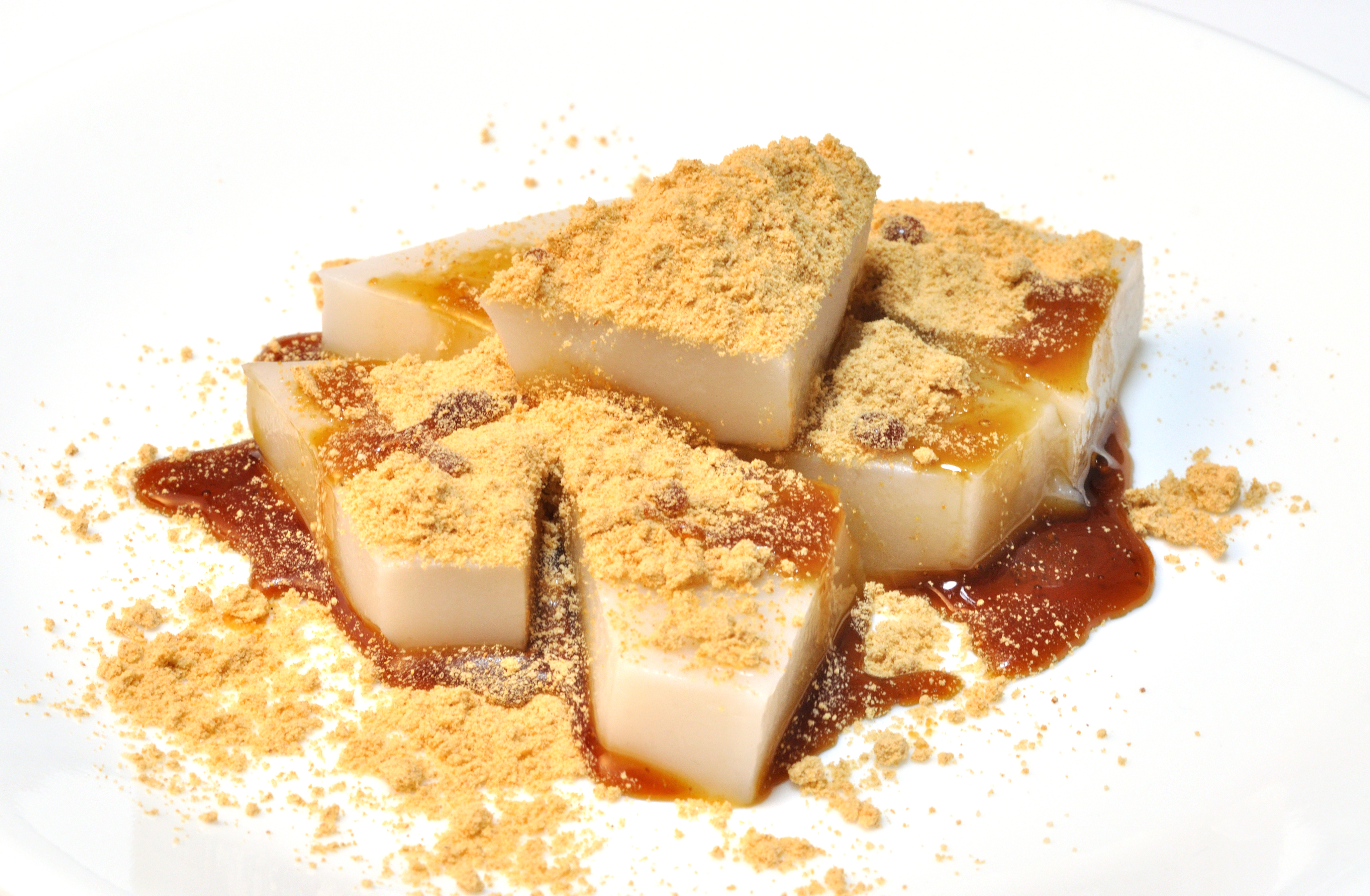
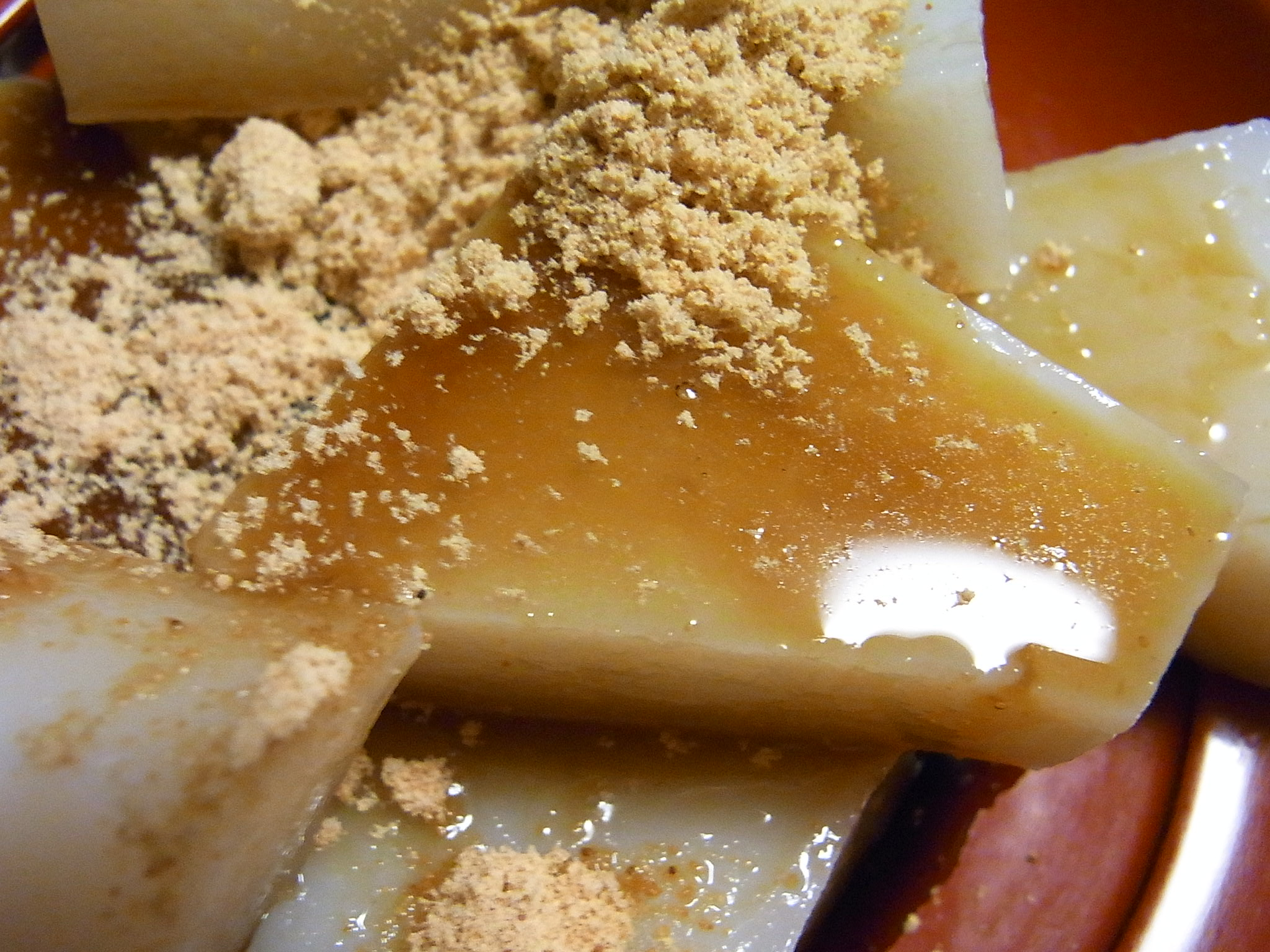